# Jiří Jaeger
Jiří Jaeger (18. srpna 1895 Turnov – 1975) byl český cestovatel, amatérský etnograf a fotograf. V letech 1914–1919 působil jako prodavač na misii Moravští bratři v Okaku, Hebronu a Port Burwellu v Kanadě na poloostrově Labrador. Ve svém volnu se věnoval studiu života a kultury Inuitů.

## Život
V létě 1914 přijal místo prodavače na misii Moravských bratří v Oaku. Z tohoto důvodu konvertoval dne 17. června 1914 k církvi evangelicko bratrské. Působil na Labradoru až do roku 1919, kdy misii zasáhla epidemie španělské chřipky a více než čtyři pětiny obyvatel zahynuly. Misie poté zanikla.
Studoval zvyky místních Inuitů, chodil s nimi na lov, pořizoval kresby, náčrty a fotografie. Ty jsou žánrově velmi široké od krajinářských záběrů přes dokumentaci oděvů a výrobků až po fotografie reportážního charakteru, které zachycují jejich běžný život.
Jeho sbírky, které dovezl do Evropy, obsahovaly soubor inuitských řezeb z mrožoviny, dřeva a kamene, dále rybářské vybavení a několik kusů oděvů, které pro něj ušily inuitské ženy.

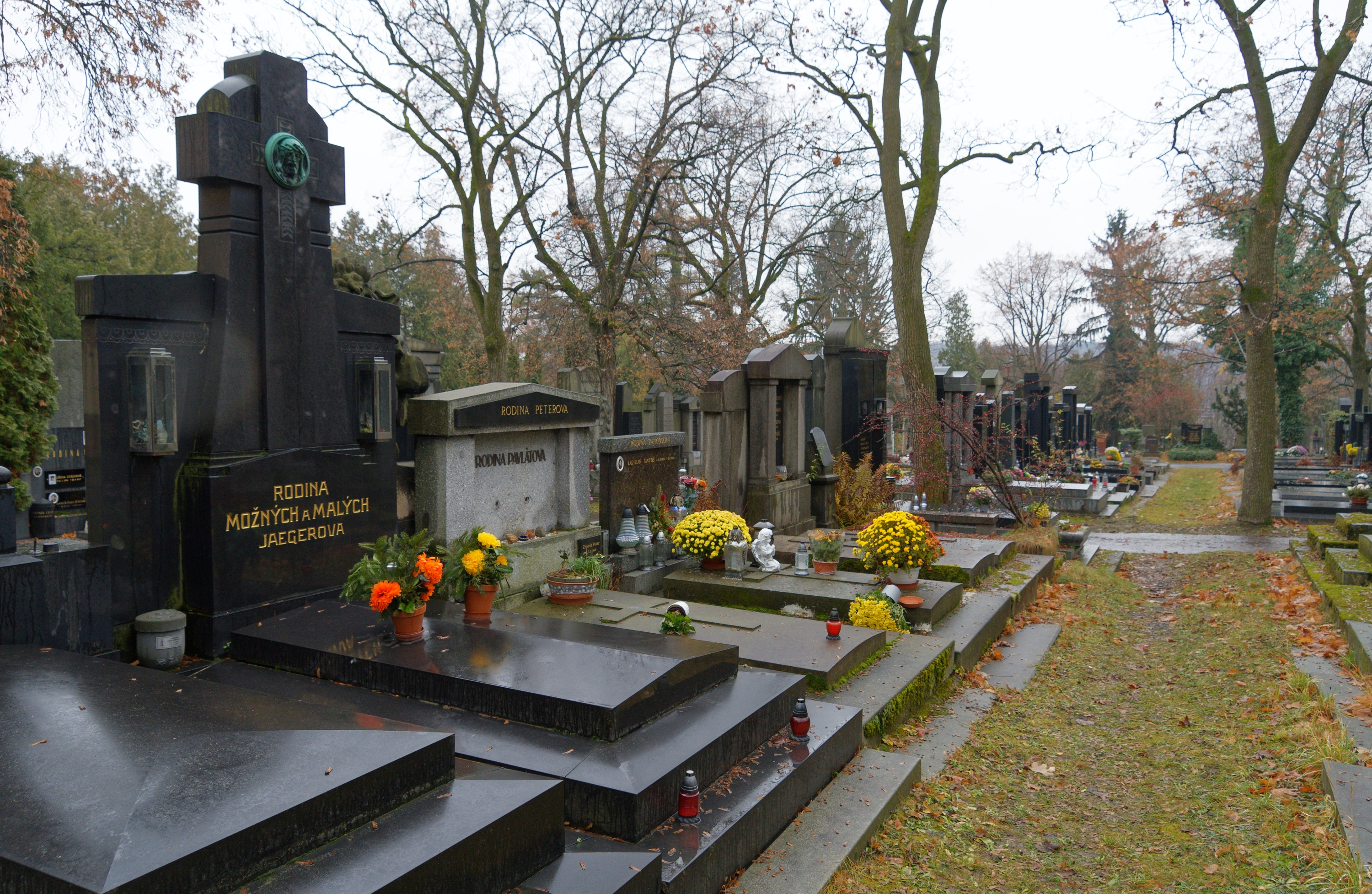
Náhrobek rodiny Jaegerovy na hřbitově Malvazinky

Ve dvacátých a třicátých letech 20. století Jiří Jaeger přednášel o svém působení na Labradoru v Čechách a v Německu.

## Spisy
V roce 1963 vydal knihu vzpomínek na své působení v Kanadě. Druhé vydání knihy vyšlo v roce 1971.

## Pozůstalost
Jiří Jaeger nabídl ve třicátých letech 20. století své sbírky Náprstkově muzeu, které jej ale odmítlo. První část pozůstalosti získalo Náprstkovo muzeum v roce 2008. Obsahovala soubor předmětů, které Jiří Jaeger při svém pobytu na Labradoru nasbíral. Jedná se především o inuitské řezby z mrožoviny a součásti oděvu a soubor skleněných diapozitivů k přednáškám a několik negativů. V roce 2022 byla muzeem zakoupena další část pozůstalosti, která obsahovala soubor 56 černobílých skleněných negativů a jeden černobílý diapozitiv z polárních oblastí.